# 이동건
이동건(본명: 이동곤, 1980년 7월 26일~)은 대한민국의 배우이다.
본래는 가수로 데뷔 했으나 현재는 연기자로 완전히 전향했다. 1998년 휘문고등학교 재학 중 <나의 바램이 저 하늘 닿기를>이라는 곡으로 데뷔했고 1999년 드라마 《광끼》를 통해 연기에 도전했다. 2004년 배우로서 이동건의 이름을 알린 인생작 드라마 《파리의 연인》에서 절절한 짝사랑을 보여주는 윤수혁 역을 맡아 "내 안에 너 있다"라는 명대사를 남기며 여심을 흔들었다.
2010년 6월 15일에 현역으로 입대해 군 복무를 마치고 2012년 3월에 제대했다.
2017년에는 데뷔 이래 첫 사극 《7일의 왕비》를 통해 광기 어린 연산군의 복합적이고도 인간적인 모습을 표현하며 강렬한 존재감을 남기며 호평을 받았다.

## 학력
- 휘문고등학교 (졸업)
- 서울예술대학교 방송연예과 (중퇴)
- 한양대학교 연극영화학과 (중퇴)
- 경희사이버대학교 정보통신학과 (중퇴)

## 출연작

### 영화
| 연도 | 제목                                    | 역할   | 비고     |
| ---- | --------------------------------------- | ------ | -------- |
| 2002 | 《패밀리》                              | 하영철 | 조연     |
| 2005 | 《B형 남자친구》                        | 영빈   |          |
| 2007 | 《애가》                                | 이동건 | 단편     |
| 2007 | 《지금 사랑하는 사람과 살고 있습니까?》 | 박영준 |          |
| 2015 | 《해후》                                |        | 한중합작 |

### TV 드라마·시트콤
| 연도      | 제목                                                   | 역할                    | 비고     |
| --------- | ------------------------------------------------------ | ----------------------- | -------- |
| 1998      | MBC 농촌드라마 《전원일기》                            |                         |          |
| 1998~1999 | MBC 일일시트콤 《남자 셋 여자 셋》                     | 이동건 역               | 525부작  |
| 1999~2000 | KBS 청춘드라마 《광끼》                                | 이동욱                  | 36부작   |
| 2000~2001 | MBC 월요시트콤 《세 친구》                             | 이동건                  | 57부작   |
| 2001~2002 | KBS 청춘시트콤 《잘난 걸 어떡해》                      | 이동건                  |          |
| 2002      | MBC TBS 한일 공동제작드라마 《프렌즈》                 | 박경주                  | 4부작    |
| 2002      | MBC 베스트극장 《고무신 거꾸로 신은 이유에 대한 상상》 | 희연                    | 1부작    |
| 2002      | MBC 수목 미니시리즈 《네 멋대로 해라》                 | 한동진                  | 20부작   |
| 2002      | MBC 한중수교 10주년 특별기획드라마 《링링》            | 태훈                    | 2부작    |
| 2002      | MBC 월요시트콤 《연인들》                              | 가수 겸 영화배우 이동건 | 특별출연 |
| 2003      | MBC 주말연속극 《죽도록 사랑해》                       | 이광식                  | 49부작   |
| 2003      | KBS 월화드라마 《상두야, 학교가자》                    | 강민석                  | 16부작   |
| 2003      | MBC 베스트극장 《노춘향 대 안몽룡》                    | 이채훈                  | 1부작    |
| 2003~2004 | SBS 일일드라마 《흥부네 박터졌네》                     | 박상구                  | 121부작  |
| 2004      | KBS 월화드라마 《낭랑 18세》                           | 권혁준                  | 16부작   |
| 2004      | SBS 주말 특별기획 《파리의 연인》                      | 윤수혁                  | 20부작   |
| 2004~2005 | SBS 수목 드라마스페셜 《유리화》                       | 한동주                  | 18부작   |
| 2006      | SBS 수목 드라마스페셜 《스마일 어게인》                | 반하진                  | 16부작   |
| 2007      | SBS 특집드라마 《사랑한다면 이들처럼》                 | 정태                    | 2부작    |
| 2008      | MBC 월화드라마 《밤이면 밤마다》                       | 김범상                  | 17부작   |
| 2009      | SBS 수목 드라마스페셜 《스타의 연인》                  | 현준                    | 특별출연 |
| 2013      | KBS 월화드라마 《미래의 선택》                         | 김신                    | 16부작   |
| 2015      | tvN 금토드라마 《슈퍼대디 열》                         | 한열                    | 16부작   |
| 2016~2017 | KBS 주말연속극 《월계수 양복점 신사들》                | 이동진                  | 54부작   |
| 2017      | KBS 수목드라마 《7일의 왕비》                          | 이융                    | 20부작   |
| 2018      | JTBC 금토드라마 《스케치》                             | 김도진                  | 16부작   |
| 2018      | SBS 월화드라마 《여우각시별》                          | 서인우                  | 32부작   |
| 2019      | KBS 수목드라마 《단, 하나의 사랑》                     | 지강우                  | 32부작   |
| 2019      | TV조선 일요드라마 《레버리지: 사기조작단》             | 이태준                  | 16부작   |
| 2022      | 디즈니+ 수요드라마 《키스 식스 센스》                  | 홍예술의 아버지         | 특별출연 |
| 2023      | 넷플릭스 《셀러브리티》                                | 진태전                  | 12부작   |

### 뮤지컬
- 2000년 《아가씨와 건달들》

### 음반
- 1998년 1집 Time To Fly
- 2000년 2집 Much More
- 2000년 《광끼》 OST 〈엘도라도〉
- 2003년 《죽도록 사랑해》 OST 〈My Lady〉, 〈둘이서〉, 〈그 집앞〉
- 2004년 《파리의 연인》 OST 〈아름다운 시작〉, 〈거짓말〉
- 2004년 《유리화》 OST 〈친구〉
- 2004년 조장혁 베스트 앨범 〈누구에게나 아름다운 이야기〉
- 2005년 《B형 남자친구》 OST 〈And I Love You So〉, 〈내 아름다운 그녀에게〉, 〈종이 비행기〉
- 2007년 포지션 6집 《애가》 〈Friends〉 (Featuring)
- 2007년 《지금 사랑하는 사람과 살고 있습니까?》 OST 〈지금 사랑〉
- 2008년 My Biography
- 2008년 지펠 CF음악 〈샐러드 기념일〉 (이동건 샐러드송)

### 텔레비전 프로그램
- 1998년 SBS 《SBS 인기가요》 MC
- 2000년 KBS 《자유선언 오늘은 토요일》 MC
- 2000년 SBS 《멋진 만남》 MC
- 2006년 KBS 《포토다큐》
- 2011년 tvN 《tvN 스페셜 - 불멸의 영웅 김영옥》 내레이션[1][2]
- 2012년 SBS 《희망TV SBS》[3]
- 2023년 SBS 《미운 우리 새끼》 뉴 미우새 멤버

### 라디오 프로그램
- 2000년 MBC FM 《클릭 1020》 진행 (2000-10-23 ~ 2001-10-14) 2001년 봄 개편부터 이재은과
- 2010년 국방FM 《Friends FM 이동건입니다》 진행 (2010-08-23 ~ 2012-01-01)[4]
- 2015년 EBS FM 《EBS 책 읽는 라디오 낭독 시리즈》
- 2016년 KBS FM 《조윤희의 볼륨을 높여요》
- 2017년 KBS FM 《조윤희의 볼륨을 높여요》
- 2017년 KBS FM 《이수지의 가요광장》
- 2017년 국방FM 63주년 특집 《너를 사랑하기에 전유나입니다》

### 뮤직 비디오
- 2004년 은휼 - 더딘 사랑
- 2005년 이수영 - Forever You
- 2007년 포지션 - 하루
- 2007년 빅뱅 - 마지막 인사
- 2009년 4 Tomorrow - 두근두근 Tomorrow

### 광고
| 연도 | 기업명          | 제품명              | 종류        |
| ---- | --------------- | ------------------- | ----------- |
| 2000 | 오뚜기          | 북경짬뽕            | 식품        |
| 2001 | 롯데하이마트    |                     | 전자제품    |
| 2004 | 오리온          | 오징어 땅콩         | 식품        |
| 2004 | 파보레          |                     | 패션 쇼핑몰 |
| 2004 | 롯데칠성음료    | 웰빙 화이바 젤리볼  | 음료        |
| 2005 | KT              | 네스팟 스윙         | 이동통신    |
| 2005 | GS SHOP         |                     | 홈쇼핑      |
| 2006 | 퀸미화장품      | 99 ALL ABOUT NATURE | 화장품      |
| 2007 | 현대자동차      | 투싼                | 자동차      |
| 2008 | 현대해상        | 하이카              | 자동차 보험 |
| 2013 | 브룩스 브라더스 |                     | 정장        |
| 2017 | 한국GM          | 쉐보레 말리부       | 자동차      |

### 경력 사항
- 2004년 테마파크 산타킹덤 홍보대사
- 2005년 평화의료재단 베트남 홍보대사
- 2006년 한국청소년진흥센터 청소년 홍보대사
- 2011년 제8대 병무 홍보대사
- 2012년 F1코리아GP 홍보대사
- 2015년 애스턴마틴 홍보대사
- 2016년 제니스 홍보대사

## 수상 및 후보
| 연도 | 시상식                                 | 부문                           | 작품                                | 결과 |
| ---- | -------------------------------------- | ------------------------------ | ----------------------------------- | ---- |
| 2004 | 동아TV 패션뷰티상                      | 올해의 베스트 드레서상         | 빈칸                                | 수상 |
| 2004 | 제2회 앙드레김 베스트 스타 어워드      | 연기자부문 베스트드레서상      | 빈칸                                | 수상 |
| 2004 | KBS 연기대상                           | 남자 우수연기상                | 낭랑 18세                           | 후보 |
| 2004 | SBS 연기대상                           | 특별기획부문 연기상            | 파리의 연인, 유리화                 | 수상 |
| 2004 | SBS 연기대상                           | 10대 스타상                    | 파리의 연인, 유리화                 | 수상 |
| 2004 | SBS 연기대상                           | 남자 최우수연기상              | 파리의 연인, 유리화                 | 후보 |
| 2005 | 제41회 백상예술대상                    | TV부문 인기상                  | 파리의 연인                         | 수상 |
| 2005 | 제42회 대종상                          | 신인남우상                     | B형 남자친구                        | 후보 |
| 2008 | 제45회 대종상                          | 신인남우상                     | 지금 사랑하는 사람과 살고 있습니까? | 후보 |
| 2008 | 서울한류페스티벌                       | 영문 감사패                    | 빈칸                                | 수상 |
| 2008 | 제25회 코리아 베스트드레서 스완 어워드 | 탤런트 부문 베스트 드레서상    | 빈칸                                | 수상 |
| 2008 | MBC 연기대상                           | 남자 우수상                    | 밤이면 밤마다                       | 수상 |
| 2012 | 병무청                                 | 감사패                         | 빈칸                                | 수상 |
| 2013 | KBS 연기대상                           | 미니시리즈부문 남자 우수연기상 | 미래의 선택                         | 후보 |
| 2015 | 제4회 에이판 스타 어워즈               | 한류스타상                     | 빈칸                                | 수상 |
| 2016 | KBS 연기대상                           | 장편드라마부문 남자 우수연기상 | 월계수 양복점 신사들                | 수상 |
| 2016 | KBS 연기대상                           | 남자 최우수연기상              | 월계수 양복점 신사들                | 후보 |
| 2017 | 제22회 소비자의 날                     | 문화인부문                     | 월계수 양복점 신사들                | 수상 |
| 2017 | KBS 연기대상                           | 중편드라마부문 남자 우수연기상 | 7일의 왕비                          | 수상 |
| 2018 | SBS 연기대상                           | 월화드라마부문 남자 우수연기상 | 여우각시별                          | 후보 |
| 2023 | SBS 연예대상                           | 핫이슈상                       | 미운 우리 새끼                      | 수상 |
| 2024 | SBS 연예대상                           | 굿파트너상                     | 미운 우리 새끼                      | 수상 |
| 2024 | SBS 연예대상                           | 남자 우수상                    | 미운 우리 새끼                      | 후보 |